# 饭室芳男
饭室芳男（日语：／ Iimuro Yoshio，1925年1月18日—），日本男子田径运动员，主项是三级跳远。他曾获得1951年亚洲运动会男子三级跳远金牌以及1954年亚洲运动会男子三级跳远银牌。